# Abraxas mosaria
Abraxas mosaria là một loài bướm đêm trong họ Geometridae.